# Jane Cobden
Pour les articles homonymes, voir Cobden.
Emma Jane Catherine Cobden, née le 28 avril 1851 à Londres et morte le 7 juillet 1947 à Fenhurst, dans le Surrey, est une femme politique britannique.

## Parcours politique
Militante pour le droit des femmes, elle est membre du Parti libéral mais témoigne toutefois d'un désaccord profond avec l'orientation de son parti vis-à-vis du suffrage féminin. Elle se montre également très active sur le terrain du droit des peuples dans les pays colonisés, et affiche des convictions anti-impérialistes.
Elle est élue en 1889 au premier conseil du comté de Londres, mais n'obtient jamais le droit de siéger à ce poste.
Jane Cobden est l'une des filles de l'homme d’État Richard Cobden, dont elle défend l'héritage politique tout au long de sa vie.
Elle épouse le 9 février 1892 Thomas Fisher Unwin, fondateur de la maison d'édition T. Fisher Unwin. Elle meurt dans une maison de santé de Fernhurst, dans le Surrey le 7 juillet 1947, à 96 ans.